# Хитачи
Хитачи (на японски: 株式會社日立製作所 株式会社日立製作所, Кабушики-гайша Хитачи сейсакушо; на английски: Hitachi) (TYO: 6501, NYSE: HIT) е японска корпорация, специализирана във високите технологии и услуги. Компанията произвежда изключително разнообразни продукти, оперирайки в 11 бизнес сегмента. Седалището ѝ е в Токио, Япония.
Компанията е собственик на Hitachi Group (Hitachi Gurūpu) като част от по-големите DKB група компании.

## История
Хитачи е основана през 1910 г. от електроинженера Намихей Одайра в Ибараки. Първият продукт на компанията е и първият японски асинхронен двигател (с мощност 4 kW), който е разработен да служи в рудодобива на мед. През 1918 г. Одайра премества щаб-квартирата на компанията в Токио. Одайра създава името на компанията от два канджи йероглифа: хи („Слънце“) и тачи („изгрявам“).
Втората световна война оказва сериозно въздействие на компанията, тъй като много от фабриките ѝ са разрушени от съюзнически бомбардировки. През 1947 г. основателят Одайра е отстранен от компанията си от американските окупаторски власти. Усилията за възстановяване на компанията след войната са възпрепятствани от трудови стачки през 1950 г. Бизнесът на Хитачи се разраства по време на Корейската война, благодарение на договорите с американските въоръжени сили. Междувременно, през 1949 г., Хитачи става публична компания.
През 1959 г. е основан американският клон на компанията, а през 1982 г. – европейският.
През март 2011 г. Хитачи се съгласява да продаде дъщерната си компания за производство на твърди дискове, HGST, на Western Digital в замяна на комбинация от пари и акции на стойност 4,3 милиарда щатски долара. Поради опасения от дуопол в лицето на Western Digital и Seagate Technology от страна на Европейската комисия и Федералната търговска комисия, подразделението на Хитачи за твърди дискове е продадено на Тошиба. Трансакцията е завършена през март 2012 г.
През октомври 2012 г. Хитачи се споразумява да придобие британската компания за атомна енергетика Horizon Nuclear Power, която планира да построи до шест атомни електроцентрали във Великобритания, за 700 милиона британски паунда. През ноември същата година Хитачи и Mitsubishi Heavy Industries се договарят да обединят бизнесите за производство на топлинна енергия в съвместно предприятие, от което 65% се притежава от Мицубиши, а 35% – от Хитачи.
През май 2016 г. Хитачи обявява, че ще инвестира 2,8 милиарда щатски долара в Интернет на нещата. През декември 2018 г. Хитачи обявява, че ще придобие подразделението на ABB за електропренос за 6,4 милиарда щатски долара.

## Галерия
- Завод на Хитачи в Тойокава.
- Хидравличен багер на Хитачи.
- 120-mm самоходна минохвъргачка Тип 96 на Хитачи.
- Външно тяло на климатик Хитачи.
- Японската подводница за военен транспорт Yu-1 се строи от Хитачи, 1943 г.
- Вибриращ масажор Hitachi Magic Wand.
- Твърд диск на Хитачи.
- Британски влак British Rail Class 395, произвеждан от Хитачи.